# Гузмини, Джорджо
Джорджо Гузмини (итал. Giorgio Gusmini; 9 декабря 1855, Гаццанига, Ломбардо-Венецианское королевство — 24 августа 1921, Болонья, королевство Италия) — итальянский кардинал. Епископ Фолиньо с 15 апреля 1910 по 8 сентября 1914. Архиепископ Болоньи с 8 сентября 1914 по 24 августа 1921. Кардинал-священник с 6 декабря 1915, с титулом церкви Санта-Сусанна с 9 декабря 1915.

## Биография
Джорджио Гусмини родился в Гадзаниге, Италия, как сын Санто Гусмини и Маддалены Каньони. Его отец умер, когда Джорджу было всего пять лет.Он получил образование в местной епархиальной церкви в Бергамо. С1869 г. отправился в Рим , чтобы учиться в Папском римской атенеуме Риме до 1875 г. 7 июля 1878 года он получил докторскую степень по теологии. 

### Священство
Его посвятили в священство 8 сентября 1878 года. Он служил профессором литературы и философии в семинарии Бергамо с 1882 по 1888 год. Он был переведен на должность профессора литературы, философии и истории в Коллегия Сан-Алессандро, Бергамо где он оставался до 1890 года. Также он работал в епархии Бергамо с 1878 по 1880 год. Он был одним из основателей Католического университетского общества. Он вернулся к пастырской работе в Бергамо с 1888 по 1910 год. Он работал как протоиерей и викарий в Клузоне в 1902 году.